# 針谷卓史
針谷 卓史（はりや たくし、1977年 - ）は、日本の小説家。

## 経歴・人物
慶應義塾大学文学部国文学科卒業。2006年、投稿作「針谷の小説」で第13回三田文学新人賞を受賞しデビュー。本業は高校教諭である。現在は国際基督教大学高等学校に勤めている。現代文、及び古典を教えている。

## 作品リスト

### 単行本
長編
- 『花散里』（講談社BOX、2008年6月2日） ISBN 978-4-06-283667-8 （イラスト:撫子凛）
- 『これで、ハッピーエンド。』（講談社BOX、2010年12月1日） ISBN 978-4-06-283766-8
- 『前夜祭』（二見ホラー×ミステリ文庫、2021年12月20日）ISBN 978-4576212050 （イラスト:遠田志帆）

短編集
- 『針谷の短篇集』（講談社BOX、2008年10月1日、298ページ） ISBN 978-4-06-283676-0 （イラスト:撫子凛）
  - 「針谷の小説」（『三田文学』No.85(春季号)、2006年4月）
  - 「仇枕」（『三田文学』No.88(冬季号)、2007年1月）
  - 「ファイアボール」（『パンドラ』Vol.1 SIDE-A、講談社、2008年2月）
  - 「生徒会長小見山禅悟」（書き下ろし）

### 参加アンソロジー・共著
「」内が針谷の作品
- 『Powers Selection 新走』（講談社、2011年5月）「ガラパゴス・エフェクト」
- 『世にも奇妙なストーリー 百壁町の呪い』（西東社、2017年8月）分担箇所不明。
- 『世にも奇妙なストーリー 鏡凪町の祟り』（西東社、2018年1月）「逃げろ!」「ボーリング場」「アンプからもれる声」「海辺の少女」
- 『世にも奇妙なストーリー 闇巣喰う町』（西東社、2018年6月）「置き土産」「ラブレター」「通気口からもれるにおい」「屋上で見たモノ」「防犯カメラの女」
- 『世にも奇妙なストーリー 影彷徨う町』（西東社、2018年9月）「答案用紙」「吹奏楽部の合宿」「マンガのつづき」「町にひそむモノたち」「隣の部屋の手紙」
- 『世にも奇妙なストーリー 呪いの螺旋』（西東社、2019年8月）「忘却踏切の怪」「散髪屋」「その話、知ってるよ」「花束」「共感小説」

### 単行本未収録作品
小説
- 「うみかぜ」（『パンドラ』Vol.2 SIDE-A、講談社、2008年10月）
- 「恋のカーニバル」（『パンドラ』Vol.2 SIDE-B、講談社、2008年12月）
- 「ハンカチ落とし」（『群象』、講談社BOX非公認サークル パンドラBETA、2009年12月6日） - 第9回文学フリマで販売
- 「精霊かずら」（『三田文学』No.113(春季号)、2013年4月）
- 「精霊風」（『三田文学』No.132(冬季号)、2018年1月)
- 「直進する絆」（『三田文学』No.141(春季号)、2020年4月)

その他
- 連載 学力低下の現場から - ヴァーチャルがヤバい【その3】 （『KOBO』vol.5、講談社、2009年6月） - 「新聞に載っていそうな内容なら如何様な物でも掲載可能」という依頼を受けて書かれた、新聞のコラム風の読み物